# Segunda División 'B' de México 1983-84
La Temporada 1983-84 de la Segunda División 'B' de México fue la segunda temporada en la historia de esta competición. Se disputó entre los meses de agosto de 1983 y mayo de 1984. El conjunto de Santos Laguna se proclamó campeón de la categoría al derrotar al equipo de la Universidad Autónoma de Querétaro por 2-0 en el global, siendo además estos dos clubes los que ascenderían a la Segunda División. 
Por otro lado, de la Segunda descendieron los conjuntos de Tapatío y Cuautla. Mientras que la tercera aportó al ya citado conjunto de la Autónoma de Querétaro. Destacarse además la entrada de los equipos Pumas E.N.E.P. y Salina Cruz quienes sustituyeron al Club Irapuato y a la U.A.B.J.O. quienes promocionaron al segundo nivel del fútbol mexicano gracias a la adquisición de franquicias. También debutó el conjunto de Panteras, que surgió tras la venta del Celaya. Por último, el conjunto de Santos I.M.S.S. pasó a denominarse Santos Laguna y se trasladó desde Santa Cruz Tlaxcala a la ciudad de Torreón.

## Formato de competencia
Los veinte equipos se dividen en cuatro grupos de cinco clubes, los conjuntos se dividen en dos llaves de diez clubes que jugarán entre ellos en cuatro ocasiones a lo largo de 36 jornadas, dos en cada campo. Al finalizar la temporada regular los dos mejores clubes de cada grupo pasan a la fase de liguilla en donde se enfrentarán en dos agrupaciones de ocho cuadros para determinar los dos clubes que disputarán la gran final por el campeonato, ascenderá el ganador de esa serie eliminatoria. Los dos equipos con el peor puntaje descenderán a la Tercera División mientras que el lugar número 18 deberá jugar una eliminatoria de descenso contra el tercer lugar de la categoría inferior, el ganador tendrá un lugar en la siguiente temporada de la Segunda B.
El reglamento de puntuaciones varía de acuerdo a algunas condiciones dadas en el partido, es decir: concede dos puntos si hay una victoria por un gol de diferencia; tres si se ganan con más de dos anotaciones de ventaja; y uno si se da un empate entre ambos clubes.

## Equipos participantes

### Equipos por Entidad Federativa
| Entidad Federativa | N.º | Equipos                                                         |
| ------------------ | --- | --------------------------------------------------------------- |
| Veracruz           | 4   | Átomos de Minatitlán, Martínez de la Torre, Orizaba y UV Xalapa |
| Jalisco            | 3   | Bachilleres, Industrial Tepatitlán y Tapatío                    |
| Estado de México   | 2   | Cachorros Neza y Tenancingo                                     |
| Aguascalientes     | 1   | Panteras                                                        |
| Distrito Federal   | 1   | Pumas ENEP                                                      |
| Coahuila           | 1   | Santos Laguna                                                   |
| Guerrero           | 1   | Iguala FC                                                       |
| Michoacán          | 1   | Uruapan                                                         |
| Morelos            | 1   | Cuautla                                                         |
| Oaxaca             | 1   | Salina Cruz                                                     |
| Puebla             | 1   | UPAEP                                                           |
| Querétaro          | 1   | UA Querétaro                                                    |
| Tabasco            | 1   | Cacaoteros de Tabasco                                           |
| Tlaxcala           | 1   | Lobos de Tlaxcala                                               |

### Información sobre los equipos participantes
| Equipo                | Ciudad                                  | Estadio                     |
| --------------------- | --------------------------------------- | --------------------------- |
| Átomos                | Minatitlán, Veracruz                    | Campo Nanahuatzin           |
| Bachilleres           | Guadalajara, Jalisco                    | Tecnológico UdeG            |
| Cachorros Neza        | Ciudad Nezahualcóyotl, Estado de México | Metropolitano de Neza       |
| Cuautla               | Cuautla, Morelos                        | Isidro Gil Tapia            |
| Iguala                | Iguala, Guerrero                        | General Ambrosio Figueroa   |
| Industrial Tepatitlán | Tepatitlán, Jalisco                     | Tepa Gómez                  |
| Lobos Tlaxcala        | Tlaxcala, Tlaxcala                      | Tlahuicole                  |
| Martínez de la Torre  | Martínez de la Torre, Veracruz          | El Cañizo                   |
| Orizaba               | Orizaba, Veracruz                       | Socum                       |
| Panteras              | Aguascalientes, Aguascalientes          | Municipal de Aguascalientes |
| Pumas E.N.E.P.        | Ciudad de México                        | La Cantera                  |
| Salina Cruz           | Salina Cruz, Oaxaca                     | Heriberto Kehoe Vincent     |
| Santos Laguna         | Torreón, Coahuila                       | Moctezuma                   |
| Tabasco               | Villahermosa, Tabasco                   | Olímpico de Villahermosa    |
| Tapatío               | Guadalajara, Jalisco                    | Casa Club Guadalajara       |
| Tenancingo            | Tenancingo, Estado de México            | Municipal de Tenancingo     |
| U.A. Querétaro        | Santiago de Querétaro, Querétaro        | Municipal de Querétaro      |
| U.P.A.E.P.            | Puebla, Puebla                          | Cuauhtémoc                  |
| U.V. Xalapa           | Xalapa, Veracruz                        | Xalapeño                    |
| Uruapan               | Uruapan, Michoacán                      | Hermanos López Rayón        |

## Grupos

### Grupo 1
| Pos. | Equipo                   | Pts. | PJ | G  | E  | P  | GF | GC | Dif. | Clasificación               |
| ---- | ------------------------ | ---- | -- | -- | -- | -- | -- | -- | ---- | --------------------------- |
| 1    | U.A. Querétaro (A)       | 68   | 36 | 21 | 12 | 3  | 66 | 37 | +29  | Cuadrangular de la liguilla |
| 2    | Santos Laguna (C, A)     | 60   | 36 | 17 | 11 | 8  | 57 | 33 | +24  | Cuadrangular de la liguilla |
| 3    | Uruapan                  | 49   | 36 | 14 | 9  | 13 | 50 | 44 | +6   |                             |
| 4    | Industrial de Tepatitlán | 39   | 36 | 12 | 8  | 16 | 42 | 59 | −17  |                             |
| 5    | Tapatío                  | 35   | 36 | 8  | 13 | 15 | 48 | 58 | −10  |                             |

 Fuente: RSSSF

### Grupo 2
| Pos. | Equipo                     | Pts. | PJ | G  | E  | P  | GF | GC | Dif. | Clasificación               |
| ---- | -------------------------- | ---- | -- | -- | -- | -- | -- | -- | ---- | --------------------------- |
| 1    | Pumas ENEP                 | 55   | 36 | 17 | 8  | 11 | 66 | 44 | +22  | Cuadrangular de la liguilla |
| 2    | Cachorros Neza             | 49   | 36 | 15 | 11 | 10 | 51 | 49 | +2   | Cuadrangular de la liguilla |
| 3    | Panteras de Aguascalientes | 42   | 36 | 10 | 14 | 12 | 45 | 42 | +3   |                             |
| 4    | Bachilleres                | 41   | 36 | 11 | 13 | 12 | 41 | 41 | 0    |                             |
| 5    | Tenancingo (D)             | 13   | 36 | 3  | 5  | 28 | 29 | 85 | −56  | Descenso de categoría       |

 Fuente: RSSSF

### Grupo 3
| Pos. | Equipo            | Pts. | PJ | G  | E  | P  | GF | GC | Dif. | Clasificación               |
| ---- | ----------------- | ---- | -- | -- | -- | -- | -- | -- | ---- | --------------------------- |
| 1    | Lobos de Tlaxcala | 60   | 36 | 19 | 8  | 9  | 54 | 29 | +25  | Cuadrangular de la liguilla |
| 2    | Tabasco           | 46   | 36 | 12 | 13 | 11 | 51 | 52 | −1   | Cuadrangular de la liguilla |
| 3    | UPAEP             | 41   | 36 | 11 | 12 | 13 | 51 | 57 | −6   |                             |
| 4    | Cuautla           | 34   | 36 | 8  | 12 | 16 | 58 | 63 | −5   | Promoción de descenso       |
| 5    | Salina Cruz (D)   | 17   | 36 | 3  | 11 | 22 | 26 | 80 | −54  | Descenso de categoría       |

 Fuente: RSSSF

### Grupo 4
| Pos. | Equipo               | Pts. | PJ | G  | E  | P  | GF | GC | Dif. | Clasificación               |
| ---- | -------------------- | ---- | -- | -- | -- | -- | -- | -- | ---- | --------------------------- |
| 1    | Martínez de la Torre | 57   | 36 | 17 | 9  | 10 | 66 | 38 | +28  | Cuadrangular de la liguilla |
| 2    | Iguala               | 53   | 36 | 15 | 11 | 10 | 54 | 44 | +10  | Cuadrangular de la liguilla |
| 3    | Orizaba              | 51   | 36 | 14 | 11 | 11 | 52 | 43 | +9   |                             |
| 4    | Átomos de Minatitlán | 49   | 36 | 13 | 15 | 8  | 51 | 47 | +4   |                             |
| 5    | U.V. Xalapa          | 37   | 36 | 10 | 14 | 12 | 35 | 45 | −10  |                             |

 Fuente: RSSSF

## Tabla general
| Pos. | Equipo                     | Pts. | PJ | G  | E  | P  | GF | GC | Dif. | Clasificación               |
| ---- | -------------------------- | ---- | -- | -- | -- | -- | -- | -- | ---- | --------------------------- |
| 1    | U.A. Querétaro (A)         | 68   | 36 | 21 | 12 | 3  | 66 | 37 | +29  | Cuadrangular de la liguilla |
| 2    | Lobos de Tlaxcala          | 60   | 36 | 19 | 8  | 9  | 54 | 29 | +25  | Cuadrangular de la liguilla |
| 3    | Santos Laguna (C, A)       | 60   | 36 | 17 | 11 | 8  | 57 | 33 | +24  | Cuadrangular de la liguilla |
| 4    | Martínez de la Torre       | 57   | 36 | 17 | 9  | 10 | 66 | 38 | +28  | Cuadrangular de la liguilla |
| 5    | Pumas ENEP                 | 55   | 36 | 17 | 8  | 11 | 66 | 44 | +22  | Cuadrangular de la liguilla |
| 6    | Iguala                     | 53   | 36 | 15 | 11 | 10 | 54 | 44 | +10  | Cuadrangular de la liguilla |
| 7    | Orizaba                    | 51   | 36 | 14 | 11 | 11 | 52 | 43 | +9   |                             |
| 8    | Uruapan                    | 49   | 36 | 14 | 9  | 13 | 50 | 44 | +6   |                             |
| 9    | Átomos de Minatitlán       | 49   | 36 | 13 | 15 | 8  | 51 | 47 | +4   |                             |
| 10   | Cachorros Neza             | 49   | 36 | 15 | 11 | 10 | 51 | 49 | +2   | Cuadrangular de la liguilla |
| 11   | Tabasco                    | 46   | 36 | 12 | 13 | 11 | 51 | 52 | −1   | Cuadrangular de la liguilla |
| 12   | Panteras de Aguascalientes | 42   | 36 | 10 | 14 | 12 | 45 | 42 | +3   |                             |
| 13   | Bachilleres                | 41   | 36 | 11 | 13 | 12 | 41 | 41 | 0    |                             |
| 14   | UPAEP                      | 41   | 36 | 11 | 12 | 13 | 51 | 57 | −6   |                             |
| 15   | Industrial de Tepatitlán   | 39   | 36 | 12 | 8  | 16 | 42 | 59 | −17  |                             |
| 16   | U.V. Xalapa                | 37   | 36 | 10 | 14 | 12 | 35 | 45 | −10  |                             |
| 17   | Tapatío                    | 35   | 36 | 8  | 13 | 15 | 48 | 58 | −10  |                             |
| 18   | Cuautla                    | 34   | 36 | 8  | 12 | 16 | 58 | 63 | −5   | Promoción de descenso       |
| 19   | Salina Cruz (D)            | 17   | 36 | 3  | 11 | 22 | 26 | 80 | −54  | Descenso de categoría       |
| 20   | Tenancingo (D)             | 13   | 36 | 3  | 5  | 28 | 29 | 85 | −56  | Descenso de categoría       |

 Fuente: RSSSF

## Resultados

### Llave Occidente
| Local \ Visitante     | BAC | CNZ | IND | PAN | PUM | SAN | TAP | TEN | UAQ | UPN |
| --------------------- | --- | --- | --- | --- | --- | --- | --- | --- | --- | --- |
| Bachilleres           | —   | 5–0 | 1–0 | 1–0 | 0–3 | 1–1 | 3–2 | 1–1 | 2–3 | 0–1 |
| Cachorros Neza        | 1–2 | —   | 0–1 | 0–0 | 2–0 | 1–0 | 3–2 | 3–3 | 0–0 | 1–3 |
| Industrial Tepatitlán | 2–2 | 1–0 | —   | 2–1 | 2–1 | 0–2 | 2–0 | 3–2 | 3–3 | 3–1 |
| Panteras Ags.         | 2–2 | 0–0 | 3–1 | —   | 2–2 | 1–0 | 1–2 | 4–2 | 1–1 | 0–0 |
| Pumas ENEP            | 1–1 | 1–2 | 7–2 | 3–1 | —   | 1–0 | 2–2 | 4–0 | 0–0 | 2–1 |
| Santos Laguna         | 2–0 | 1–0 | 1–1 | 0–0 | 3–0 | —   | 1–2 | 3–0 | 1–1 | 2–0 |
| Tapatío               | 1–1 | 0–2 | 1–2 | 2–1 | 1–2 | 5–3 | —   | 2–1 | 1–1 | 2–3 |
| Tenancingo            | 1–2 | 1–4 | 0–2 | 2–0 | 0–7 | 0–1 | 2–2 | —   | 0–1 | 1–2 |
| U.A. Querétaro        | 2–1 | 3–2 | 2–0 | 3–1 | 3–1 | 2–2 | 2–1 | 3–1 | —   | 3–2 |
| Uruapan               | 0–0 | 5–2 | 4–0 | 3–0 | 2–2 | 0–0 | 1–1 | 1–0 | 2–0 | —   |

| Local \ Visitante     | BAC | CNZ | IND | PAN | PUM | SAN | TAP | TEN | UAQ | UPN |
| --------------------- | --- | --- | --- | --- | --- | --- | --- | --- | --- | --- |
| Bachilleres           | —   | 0–0 | 1–0 | 0–1 | 0–1 | 0–0 | 1–2 | 1–0 | 0–1 | 0–0 |
| Cachorros Neza        | 2–1 | —   | 2–1 | 7–5 | 1–0 | 1–0 | 1–0 | 2–0 | 1–1 | 2–2 |
| Industrial Tepatitlán | 0–1 | 1–3 | —   | 1–3 | 2–1 | 1–1 | 0–2 | 3–1 | 0–0 | 2–3 |
| Panteras Ags.         | 0–0 | 0–0 | 3–1 | —   | 2–0 | 1–2 | 1–1 | 3–0 | 1–1 | 1–0 |
| Pumas ENEP            | 3–2 | 1–1 | 0–0 | 0–2 | —   | 2–1 | 0–0 | 3–0 | 1–2 | 3–1 |
| Santos Laguna         | 1–1 | 4–1 | 2–0 | 1–1 | 3–2 | —   | 3–0 | 4–2 | 1–1 | 4–0 |
| Tapatío               | 2–2 | 1–1 | 2–2 | 1–1 | 2–3 | 0–1 | —   | 3–1 | 1–1 | 1–1 |
| Tenancingo            | 0–3 | 1–1 | 0–0 | 1–0 | 0–4 | 1–3 | 3–1 | —   | 1–2 | 1–2 |
| U.A. Querétaro        | 4–1 | 3–1 | 0–1 | 2–1 | 1–2 | 4–2 | 1–0 | 4–0 | —   | 1–0 |
| Uruapan               | 1–2 | 0–1 | 3–0 | 1–1 | 0–1 | 0–1 | 2–0 | 1–0 | 2–4 | —   |

### Llave Oriente
| Local \ Visitante    | ATO | CUA | IGU | LBT | MDT | ORI | SAC | TAB | UPA | UVX |
| -------------------- | --- | --- | --- | --- | --- | --- | --- | --- | --- | --- |
| Átomos               | —   | 2–0 | 1–1 | 1–0 | 1–1 | 2–1 | 3–0 | 2–0 | 1–1 | 1–1 |
| Cuautla              | 2–3 | —   | 1–2 | 1–0 | 1–1 | 1–1 | 1–1 | 1–1 | 3–2 | 2–0 |
| Iguala               | 0–1 | 2–2 | —   | 0–2 | 1–0 | 0–2 | 7–1 | 1–1 | 1–1 | 2–0 |
| Lobos Tlaxcala       | 2–0 | 1–0 | 3–0 | —   | 2–1 | 3–1 | 2–0 | 5–0 | 4–1 | 1–0 |
| Martínez de la Torre | 4–0 | 5–1 | 5–0 | 1–0 | —   | 3–0 | 4–1 | 2–0 | 3–0 | 3–0 |
| Orizaba              | 2–0 | 3–0 | 1–1 | 0–0 | 2–1 | —   | 3–0 | 2–3 | 2–0 | 3–0 |
| Salina Cruz          | 1–1 | 0–0 | 1–1 | 0–3 | 1–1 | 1–2 | —   | 1–3 | 0–0 | 1–0 |
| Tabasco              | 3–3 | 0–1 | 3–0 | 4–2 | 2–0 | 1–1 | 2–1 | —   | 1–1 | 3–0 |
| UPAEP                | 1–1 | 4–3 | 0–0 | 2–1 | 2–0 | 2–1 | 3–1 | 2–0 | —   | 0–0 |
| U.V. Xalapa          | 0–0 | 2–2 | 1–0 | 1–1 | 1–0 | 1–1 | 4–1 | 1–0 | 3–0 | —   |

| Local \ Visitante    | ATO | CUA | IGU | LBT | MDT | ORI | SAC | TAB | UPA | UVX |
| -------------------- | --- | --- | --- | --- | --- | --- | --- | --- | --- | --- |
| Átomos               | —   | 4–1 | 2–2 | 2–0 | 1–1 | 4–0 | 3–0 | 1–0 | 1–0 | 1–1 |
| Cuautla              | 7–1 | —   | 2–3 | 0–0 | 1–1 | 1–1 | 7–0 | 2–2 | 6–1 | 2–3 |
| Iguala               | 3–0 | 4–0 | —   | 2–0 | 2–0 | 2–0 | 1–0 | 2–1 | 3–1 | 1–1 |
| Lobos Tlaxcala       | 3–1 | 2–2 | 0–4 | —   | 3–0 | 4–1 | 0–0 | 1–0 | 1–1 | 1–0 |
| Martínez de la Torre | 2–1 | 2–0 | 3–1 | 1–0 | —   | 2–2 | 4–1 | 4–4 | 3–0 | 3–1 |
| Orizaba              | 3–3 | 0–1 | 2–0 | 1–2 | 2–2 | —   | 3–0 | 4–0 | 0–0 | 1–0 |
| Salina Cruz          | 1–0 | 2–1 | 2–2 | 0–3 | 0–0 | 0–1 | —   | 2–3 | 1–1 | 2–2 |
| Tabasco              | 1–1 | 2–0 | 1–1 | 0–0 | 2–1 | 1–1 | 2–1 | —   | 4–0 | 1–1 |
| UPAEP                | 1–1 | 3–2 | 3–1 | 1–2 | 1–2 | 0–1 | 5–1 | 4–0 | —   | 5–1 |
| U.V. Xalapa          | 1–1 | 2–1 | 0–1 | 0–0 | 1–0 | 2–1 | 2–1 | 0–0 | 2–2 | —   |

## Liguilla por el título

### Grupo A
| Pos. | Equipo            | Pts. | PJ | G | E | P | GF | GC | Dif. | Clasificación     |
| ---- | ----------------- | ---- | -- | - | - | - | -- | -- | ---- | ----------------- |
| 1    | U.A. Querétaro    | 11   | 6  | 3 | 2 | 1 | 11 | 6  | +5   | Acceso a la final |
| 2    | Cachorros Neza    | 7    | 6  | 3 | 0 | 3 | 10 | 10 | 0    |                   |
| 3    | Iguala            | 7    | 6  | 2 | 2 | 2 | 9  | 10 | −1   |                   |
| 4    | Lobos de Tlaxcala | 5    | 6  | 2 | 0 | 4 | 9  | 13 | −4   |                   |

 Fuente: RSSSF

#### Resultados
| Local \ Visitante | CNZ | IGU | LBT | UAQ |
| ----------------- | --- | --- | --- | --- |
| Cachorros Neza    | —   | 2–1 | 4–2 | 3–2 |
| Iguala            | 1–0 | —   | 3–1 | 2–2 |
| Lobos de Tlaxcala | 2–1 | 4–1 | —   | 0–2 |
| U.A. Querétaro    | 2–0 | 1–1 | 2–0 | —   |

### Grupo B
| Pos. | Equipo               | Pts. | PJ | G | E | P | GF | GC | Dif. | Clasificación     |
| ---- | -------------------- | ---- | -- | - | - | - | -- | -- | ---- | ----------------- |
| 1    | Santos Laguna (C)    | 12   | 6  | 4 | 1 | 1 | 12 | 6  | +6   | Acceso a la final |
| 2    | Martínez de la Torre | 10   | 6  | 3 | 2 | 1 | 10 | 7  | +3   |                   |
| 3    | Pumas ENEP           | 9    | 6  | 3 | 1 | 2 | 12 | 8  | +4   |                   |
| 4    | Tabasco              | 0    | 6  | 0 | 0 | 6 | 3  | 16 | −13  |                   |

 Fuente: RSSSF

#### Resultados
| Local \ Visitante    | MDT | PUM | SAN | TAB |
| -------------------- | --- | --- | --- | --- |
| Martínez de la Torre | —   | 2–1 | 1–1 | 4–0 |
| Pumas ENEP           | 1–1 | —   | 2–1 | 4–0 |
| Santos Laguna        | 3–0 | 3–2 | —   | 3–1 |
| Tabasco              | 1–2 | 1–2 | 0–1 | —   |

### Final
La serie final del torneo enfrentó al equipo de la U.A. Querétaro contra el Club Santos Laguna.
| 1 de julio de 1984 | Santos Laguna | 1-0 | U.A. Querétaro | Estadio Moctezuma, Torreón |  |

| 8 de julio de 1984                                                                      | U.A. Querétaro | 0-1 | Santos Laguna | Estadio Municipal de Querétaro, Santiago de Querétaro |  |
| Santos Laguna campeón de la Temporada 1983-84 y asciende a Segunda División. Global 0-2 |                |     |               |                                                       |  |

|                                    |
| Santos Laguna Campeón 1.er título. |